# Bistec (banquete)

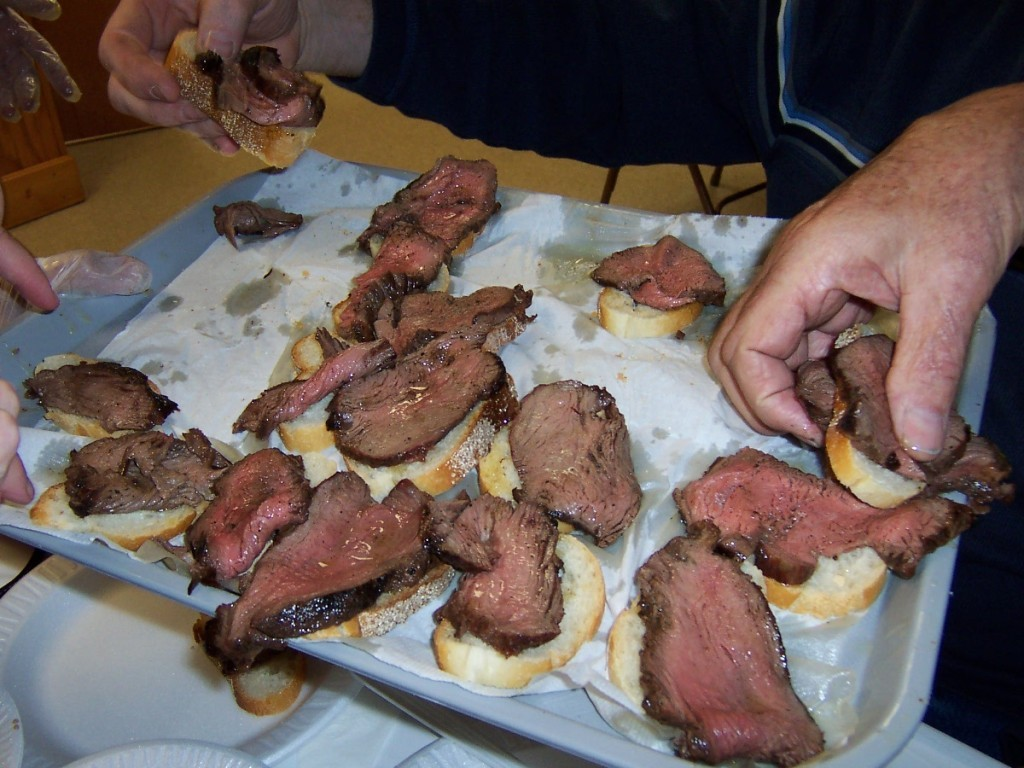
Carne servida en un bistec.

Un bistec  (beefsteak en inglés)  es, en los Estados Unidos, un festín informal en el que se sirve solomillo de vacuno cortado en filetes para compartir con los comensales. Este festejo tuvo su origen en Nueva York en el siglo siglo XIX en entornos obreros, pero fue decayendo a lo largo del siglo XX. Retomado por diferentes servicios de catering de Nueva Jersey, el banquete se popularizó en los condados de Bergen y Passaic de ese estado, y está experimentando un renacimiento en la ciudad de Nueva York, volviendo a sus orígenes, debido a la organización de un bistec bianual en Brooklyn.

## Orígenes
Con origen entre la clase trabajadora de Nueva York a mediados del siglo XIX , los bistec, solían organizarlos asociaciones ciudadanas para recaudar dinero para campañas políticas, homenajes populares, agasajos entre amigos, etcétera. 
Los primeros bistec se celebraban en un ambiente relajado, sólo para hombres, y los comensales se sentaban en cajas y comían con las manos en mesas improvisadas en salones, salas alquiladas o sótanos de las viviendas. La comida y la bebida eran el centro de la fiesta y el entretenimiento consistía en contaran historias y cantar. A veces se contrataban bandas de música.

### Primera organización
Aunque lo esencial del bistec era indiscutiblemente el consumo frenético de carne y cerveza, las formas de servirlo variaban. Los bistec de la década de 1930 podían agruparse en dos estilos, a los que Joseph Mitchell se refería en un artículo de The New Yorker de 1939 como «East Side» y «West Side», que se correspondían con dos zonas de Nueva York.
Los bistec del «East Side» eran frecuentados sobre todo por la clase trabajadora y los inmigrantes y solían reunirse en torno a la Primera Avenida y la calle Diecinueve de Manhattan. Se servía la carne en rodajas, riñones de ternera y carne picada ("hamburguesas").
Por otro lado, los bistec del«West Side» solían servirse en establecimientos "sólo para caballeros" situados en la Undécima Avenida y la calle 23. Solían servir menús más amplios, con platos que incluían carne de cangrejo, chuletas de cordero y patatas asadas para acompañar al solomillo. Los comensales podían utilizar tenedores desechables para algunos platos, pero debían comer la carne con los dedos.
Ambas “escuelas” de bistec neoyorquino coincidían en comer con las manos, e independientemente del tipo de  bistec al que asistiera el comensal, el plato principal era la carne bañada en salsa de mantequilla y servida en finas rebanadas de pan (pan del día, en «East Side»; tostadas frescas, en  «West Side»). Las servilletas se consideraban innecesarias; los comensales solían llevar delantales con los que podían limpiarse la grasa de las manos. La comida se despachaba desde la cocina en bandejas y los camareros seguían sirviendo comida hasta que los participantes no podían comer más. La cerveza corría libremente durante los banquetes en los años previos a la prohibición.

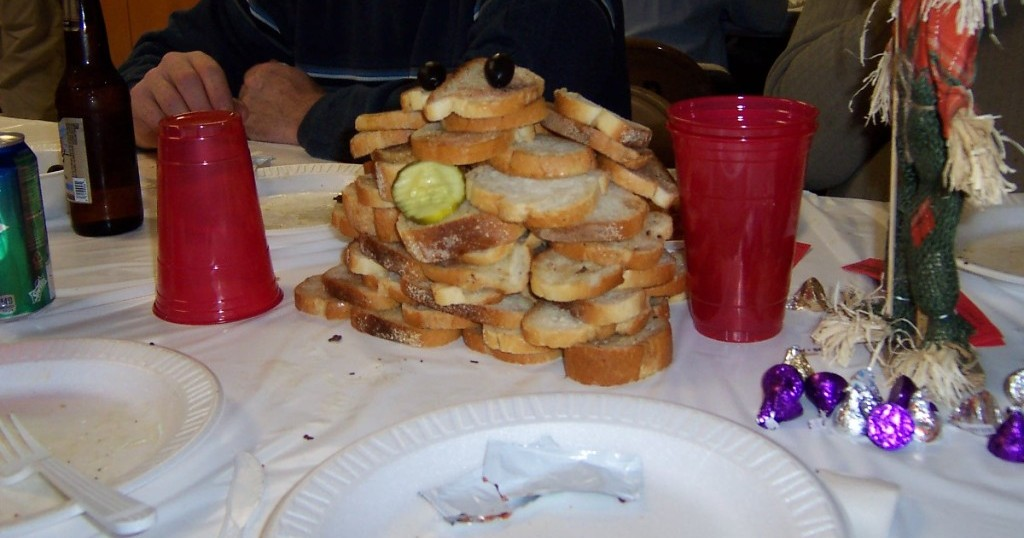
El pan de dos comensales amontonado para "llevar la cuenta" en un bistec.

## Evolución
Con la aprobación de las enmiendas 18ª y 19ª a la Constitución de Estados Unidos, en 1919 y 1920, respectivamente, el formato tradicional del bistec , sólo para hombres y empapado de cerveza, empezó a cambiar. Tras la aprobación de la Decimonovena Enmienda, los políticos empezaron a incluir en sus banquetes a las mujeres que acababan de obtener el derecho al voto. Los cócteles, popularizados por los bebedores ilegales durante la Ley Seca, sustituyeron a las jarras de cerveza, y se añadieron "copas de fruta... y ensaladas de lujo" a los menús. Se contrataron orquestas en lugar de las anticuadas bandas de música y cuentacuentos, y los cuchillos y tenedores prohibidos durante tanto tiempo empezaron a aparecer en las mesas.
En 1938, "Hap" Nightingale, un carnicero de Clifton (Nueva Jersey), empezó a organizar fiestas en su zona siguiendo la antigua fórmula del bistec. Ofrecía un menú fijo a base de patatas fritas y solomillo de ternera en rodajas sobre pan. Su negocio prosperó en la zona y la empresa ha pasado de generación en generación de Nightingales, que han seguido aplicando la fórmula de siempre.

## Bistecen elsigloXXI
El banquete de bistec moderno se asemeja bastante al modelo de principios del siglo XX. Suele incluir ternera, patatas fritas y ensalada mixta como los principales platos, con ligeras variaciones, como el uso de margarina en lugar de mantequilla o la ocasional adición de pasta. Los asistentes suelen seguir un protocolo tácito para dejar amontonadas las rebanadas de pan sin comer.
Aunque los banquetes disminuyeron en popularidad en algunos lugares, como la ciudad de Nueva York, la tradición persiste en otras regiones y ha evolucionado con diferentes propósitos.
Los bistec modernos son un recurso para recaudar dinero para fines benéficos y cada vez se celebran menos para campañas políticas.